# Grieks-Katholieke Kerk
De Grieks-Katholieke Kerk (Grieks: Ελληνόρρυθμη Καθολική Εκκλησία, Ellinórrythmi Katholikí Ekklisía) behoort tot de oosters-katholieke kerken en volgt de Byzantijnse ritus. De liturgische taal is het Grieks, zowel Koinè als Nieuwgrieks. Deze kerk gebruikt de gregoriaanse kalender.
De Grieks-Katholieke Kerk vindt haar oorsprong in katholiek missiewerk onder orthodoxe gelovigen tijdens de 19de eeuw in Ottomaans gebied.
Omstreeks 1920 dienden de gelovigen onder Turkse druk Istanboel te verlaten. Een aantal verhuisde naar Athene. In 1932 richtte Rome voor hen een exarchaat op.
De kerk telt slechts enkele priesters voor ongeveer 2300 gelovigen, allen woonachtig in en nabij Athene. Het hoofd is de exarch van de Grieks-Katholieke Kerk.

## Lijst van apostolisch exarchen van de Grieks-Katholieke Kerk
- 1932-1957: George Calavassy
- 1958-1975: Hyakinthos Gad
- 1975-2008: Anárghyros Printesis
- 2008-2016: Dimitrios Salachas
- 2016-heden: Manuel Nin O.S.B.